# Bourriot-Bergonce
 Bourriot-Bergonce  (en occitano Borriòt e Bergonsa) es una población y comuna francesa, situada en la región de Aquitania, departamento de Landas, en el distrito de Mont-de-Marsan y cantón de Roquefort.

## Demografía
| 552 | 490 | 423 | 383 | 305 | 311 |
| Para los censos de 1962 a 1999 la población legal corresponde a la población sin duplicidades (Fuente: INSEE [Consultar]) |     |     |     |     |     |